# Catacauma dussiae
Catacauma dussiae är en svampart som beskrevs av Syd. & P. Syd. 1921. Catacauma dussiae ingår i släktet Catacauma och familjen Phyllachoraceae.   Inga underarter finns listade i Catalogue of Life.